# Evergestis aenealis
Evergestis aenealis is een vlinder uit de familie grasmotten (Crambidae). De wetenschappelijke naam is voor het eerst geldig gepubliceerd in 1775 door Michael Denis en Ignaz Schiffermüller.

## Ondersoorten
- Evergestis aenealis aenealis Denis & Schiffermüller, 1775
- Evergestis aenealis dimorphalis Osthelder, 1938 (Noord-Iran en de Verenigde Staten)
- Evergestis aenealis obscura Toll, 1948 (Iran)

## Verspreiding
De soort komt voor in de meeste landen van Continentaal Europa, Turkije, Rusland, Iran, Japan en de Verenigde Staten. 

### Voorkomen in Nederland en België
In Nederland is deze soort slechts één keer waargenomen, namelijk in 2008 in de provincie Friesland. In België en Luxemburg is deze soort nog niet aangetroffen.